# Имуномодулатор
Имуномодулатор е всяко вещество, което влияе на имунната система.

## Описание
Имуномодулаторите биват два вида: имуностимулатори и имуносупресори. Имуностимулаторите повишават функциите на имунната система, а имуносупресорите съответно ги потискат.
Могат да се категоризират по произход: биологични (имуноглобулин), микробни, синтетични (метизопринол) и растителни.
Обикновено се използват за лечението на автоимунни заболявания (лупус, множествена склероза, ревматоиден артрит и други), рак, болест на Крон, алергии.